# M Channel

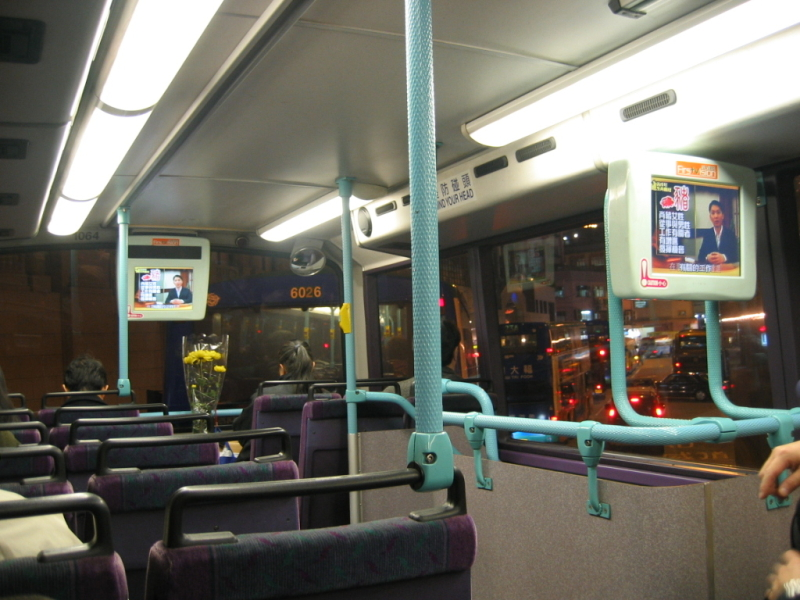
新巴雙層巴士上層的前M Channel顯示屏

M Channel（前港交所上市編號：8036）是昔日香港東方魅力（前港交所上市編號：0198）旗下媒體銷售業務的分支機構，為裝設在新巴上的流動多媒體資訊系統。其後東方魅力放棄有關業務，由新創建集團（港交所：0659）接手改組為新資訊，最終被路訊通（港交所：0888）收購。

## 歷史
M Channel於2001年成立，以抗衡當時成立不久的路訊通。與路訊通最大不同之處，是其顯示屏之上方設有LED電子資訊板播放同步資訊。此外，除了新巴外，M Channel亦曾經在部份綠色小巴、百佳超級市場、大快活快餐連鎖店、屈臣氏、部份私家醫生診所及部份商場裝設電視屏幕播放節目。而M Channel的節目大多取材自東方魅力的資源，如播放其旗下歌手的MV，以及成報的「當年今日」剪報，亦曾播放由華娛電視、陽光衛視、東亞衛視及東風衛視等提供的節目片段。當時M Channel亦有在內地部份城市（例如廣州）的巴士車廂內播放節目。
由2003年4月1日起，新巴的母公司新創建集團向M Channel購買在新巴播放權，並將名稱改為為新資訊，之後由於M Channel網絡大幅縮減，加上東方魅力自身的問題，M Channel的業務被放棄，最終因為拖欠CASH歌曲版權費而被申請清盤，於2004年9月結業。